# Sibilla Ellespontica

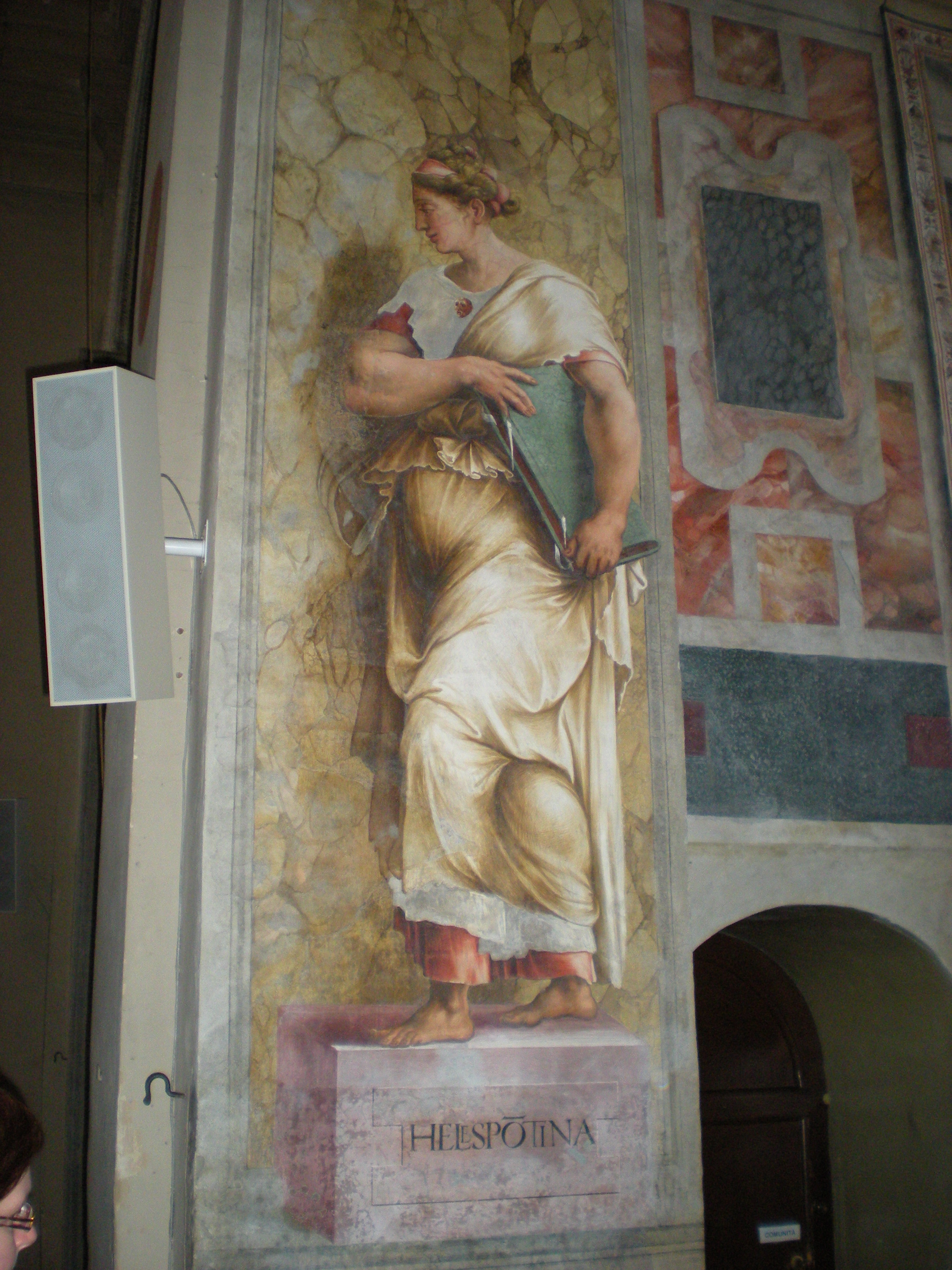
Affresco della Sibilla Ellespontica in Santa Trinità dei Monti, Roma

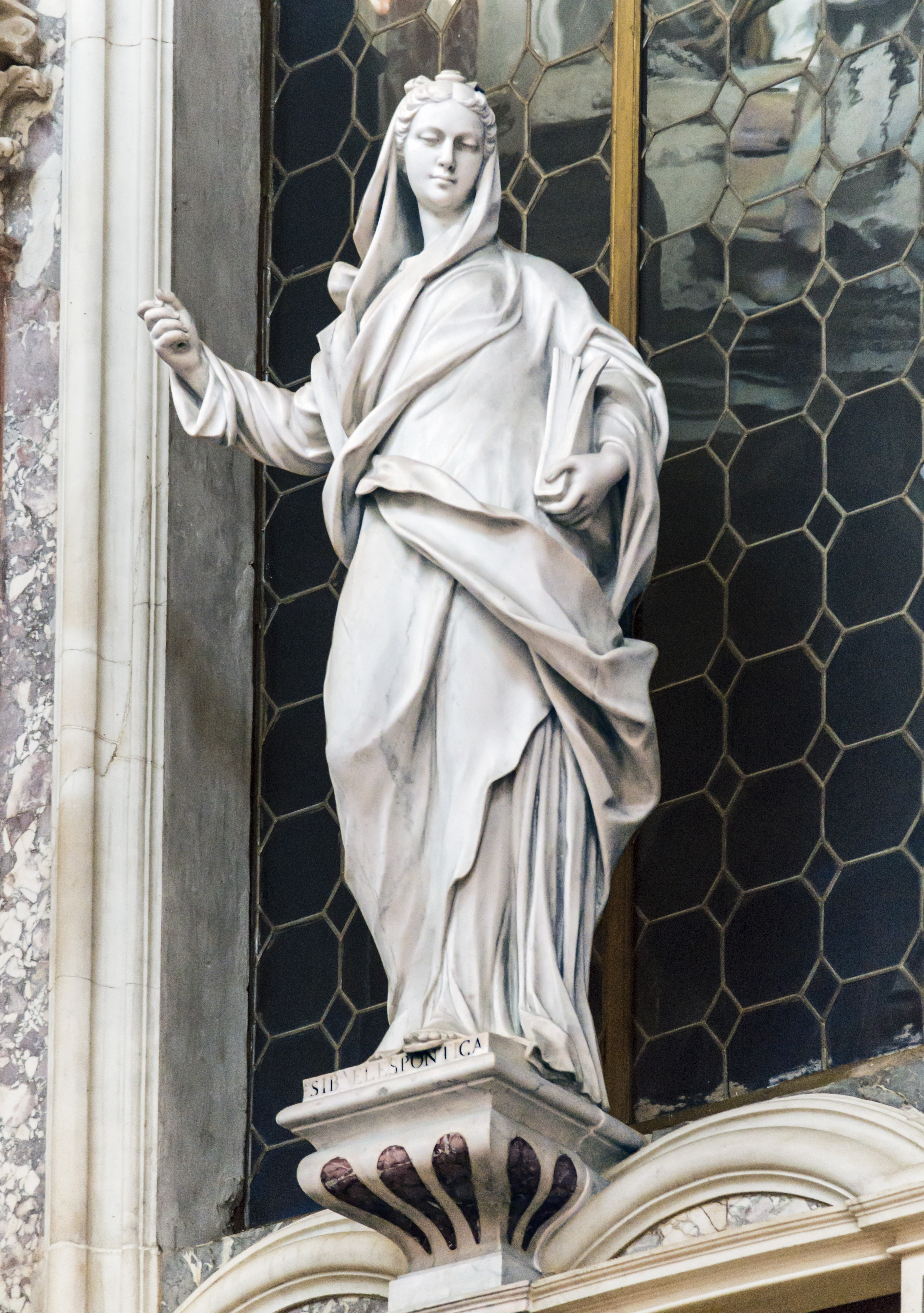
Statua in Chiesa di Santa Maria di Nazareth (Venezia)

La Sibilla ellespontica è una profetessa appartenente al mondo pagano e non cristiano (da qui la differenza tra Sibilla e profetessa), che si narra abbia predetto la morte del Cristo, ed è per questo che è presente in vari dipinti con l'iconografia della pietà, come quello di Tiziano.

## Letteratura
- A. Morelli, Dei e miti: enciclopedia di mitologia universale, Milano 1972 e successive edizioni.